# Воєнтехнік 1 рангу
Воєнтехнік 1 рангу (від «воєнний» та грец. techne — «мистецтво», «майстерність», скор. воєнний технік) — військове звання молодшого начальницького військово-технічного складу в Червоної армії СРСР з 1935 року по 1940/43 роки (поступово скасовувалося в різних родах військ та службах).
Еквівалентом звання було: у сухопутних силах звання старший лейтенант, у ВМС старший лейтенант.
Воєнтехнік 1 рангу був вище за рангом ніж воєнтехнік 2 рангу і нижче за рангом від воєнінженера 3 рангу.

## Історія використання

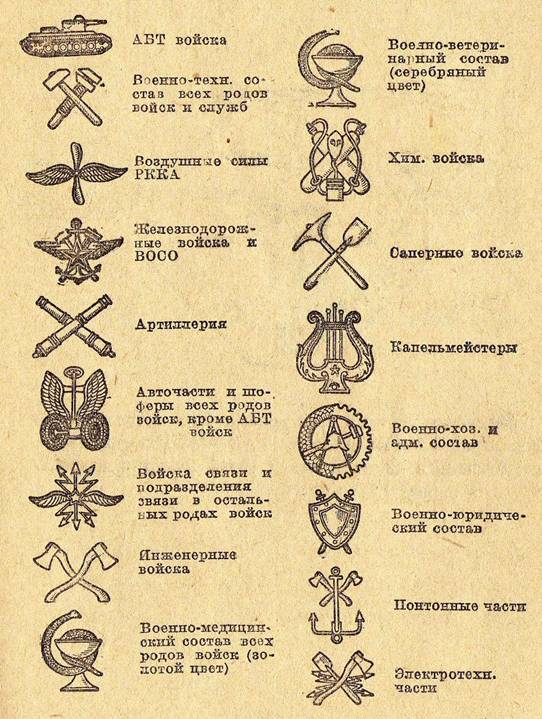
Додаток 1 Статуту внутрішньої служби РСЧА 1937 року («УВС-37») «Малюнки петличні знаків-емблем»

### 1935—1940
22 вересня 1935 року, при введенні персональних військових звань, для начальницького складу військово-технічного складу РСЧА та ВМС, були введені окремі звання, які відрізнялися від загальновійськових. Еквівалентом звань командного складу «старший лейтенант» (сухопутні сили), та «старший лейтенант» (флот), стає звання військово-технічного складу «воєнтехнік 1 рангу».

### 1940
Указами Президії Верховної Ради СРСР від 7 травня 1940 «Про встановлення військових звань вищого командного складу Червоної Армії» (рос. «Об установлении воинских званий высшего командного состава Красной Армии») та «Про встановлення військових звань вищого командного складу Військово-Морського Флоту» (рос. «Об установлении воинских званий высшего командного состава Военно-Морского Флота») вводилися генеральські та адміральські звання для вищого командного склада. Крім того цими указами встановлювалися нові звання для інженерів корабельної служби, дорівняні до звань командного складу. Еквівалентом звання «воєнтехнік 1 рангу» серед корабельного інженерного складу стає звання «старший інженер-лейтенант».

### 1942—1943
У 1942/43 роках відбувається уніфікація військових звань різних складів та служб РСЧА та РСЧФ.
З 1942 року звання «воєнтехнік 1 рангу» згідно з постановами ДКО СРСР поступово замінюється на звання «старший технік-лейтенант»:
- від 22 січня 1942 № 1180сс «Питання військово-повітряних сил Червоної Армії» введене звання старший технік-лейтенант інженерно-авіаційної служби;
- від 3 березня 1942 № 1381 «Про введення персональних військових звань інженерно-технічному складу артилерії Червоної Армії» і наказом військового комісаріату оборони СРСР № 68 від 4 березня 1942 введене звання старший технік-лейтенант інженерно-артилерійської служби.
- від 7 березня 1942 № 1408 «Про введення персональних військових звань інженерно-технічному складу автобронетанкових військ Червоної армії» і наказом військового комісаріату оборони СРСР № 71 від 8 березня 1942 вводилися звання інженерно-технічного складу, зокрема старший технік-лейтенант інженерно-танкової служби.
- від 4 квітня 1942 № 1528 «Про введення персональних військових звань інженерно-технічному складу ВПС ВМФ» і наказом НК ВМФ від 10 квітня 1942 ті самі звання вводились в ВМФ СРСР;
- у 17 червня 1942 введено звання старший технік-лейтенант для військово-технічного складу берегової служби ВМФ.

Останнім звання воєнтехніка 1 рангу було скасовано у військово-технічного складу технічних військ, що відбулося 4 лютого 1943

## Знаки розрізнення

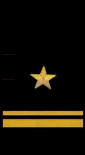
Воєнтехнік 1 рангу

### Сухопутні сили та авіація РСЧА
Знаки розрізнення військово-технічного складу сухопутних і повітряних сил РСЧА, були червоні, їх носили на петлицях свого роду військ з відповідним особливим значком (емблемою).
Для звання воєнтехнік 1 рангу був встановлений знак розрізнення в три квадрати («кубарі») в петлиці, як у старшого лейтенанта, відрізняючись тільки окантовкою петлиць. Замість командирської золотистої окантовки була чорна (на чорних петлицях-червона чи синя), як у решти начальницького складу, а також у молодшого командного складу і червоноармійців.
Військовослужбовці військово-технічного складу РСЧА не мали на рукавах нашивок які були присутні у командного складу.

### ВМС
Командний склад ВМС, а також начальницький (військово-політичний, військово-технічний) склад який займав посади на кораблях, носили галуни жовтого (золотого) кольору. Інший начальницький склад (не командний) використовував галуни білого (сряблястого) кольору. Над галунними стрічками розташовувалася галуна п'ятипроменева зірка (відповідно срібляста чи золотиста).
Воєнтехніки 1 рангу мали на рукавах по два галуни (один середній вище якого один вузький), як старший лейтенант.

## Співвідношення
| Рід військ                                      | Відповідне звання / посада |
| Командний склад                                 | Командний склад |
| ----------------------------------------------- | --- |
| Сухопутні війська і ВПС РСЧА                    | Старший лейтенант |
| Військово-морський флот                         | Старший лейтенант |
| Народний комісаріат внутрішніх справ            | Молодший лейтенант державної безпеки , введене постановою ЦВК та РНК СРСР від 7 жовтня 1935 року (військовослужбовці прикордонних та внутрішніх військ НКВС мали військові звання, які вживалися в РСЧА) Молодший лейтенант міліції |
| Начальницький склад                             | |
| ВМФ                                             | Старший інженер-лейтенант |
| Військово-політичний склад усіх родів військ    | Політрук |
| Військово-господарський склад усіх родів військ | Технік-інтендант 1 рангу |
| Військово-юридичній склад усіх родів військ     | Воєнний юрист |
| Військово-медичний склад усіх родів військ      | Старший воєнфельдшер |
| Військово-ветеринарний склад усіх родів військ  | Старший воєнветфельдшер |